# Claude Jean-Baptiste Huet de Froberville
Claude Jean-Baptiste Huet de Froberville est un homme politique français né le 3 octobre 1752 à Romorantin-Lanthenay (Loir-et-Cher) et décédé le 21 décembre 1838 à Orléans (Loiret).
Sans antécédents politiques, il est élu député du Loiret en 1791 et siège avec la majorité. Il est nommé conseiller de préfecture sous le Consulat.

## Sources
- « Claude Jean-Baptiste Huet de Froberville », dans Adolphe Robert et Gaston Cougny, Dictionnaire des parlementaires français, Edgar Bourloton, 1889-1891 [détail de l’édition]